# Ner-A-Car
La Ner-A-car est une moto de type pieds en avant conçue par Carl Neracher en 1918. Environ 10 000 de ces motos ont été fabriquées aux États-Unis par la Ner-A-Car Corporation et nommées Neracar alors que près de 6.500 sont probablement construites en Angleterre sous licence par la société Sheffield-Simplex, entre 1921 et 1926, sous le nom Ner-A-car.

## Conception

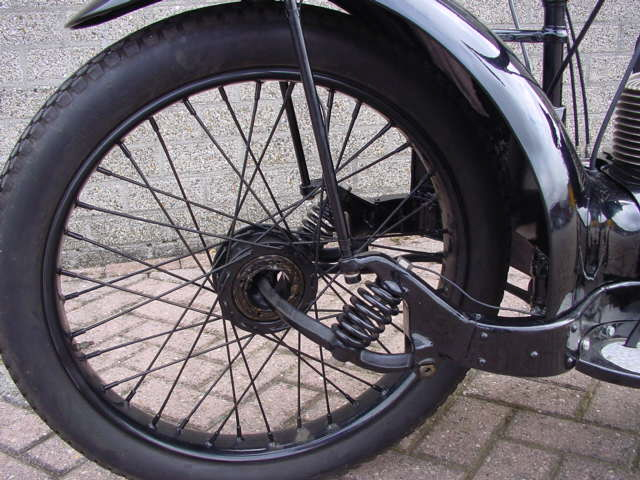
Suspension avant de la Ner-A-car de 1923, avec vue sur la direction par centre du moyeu.
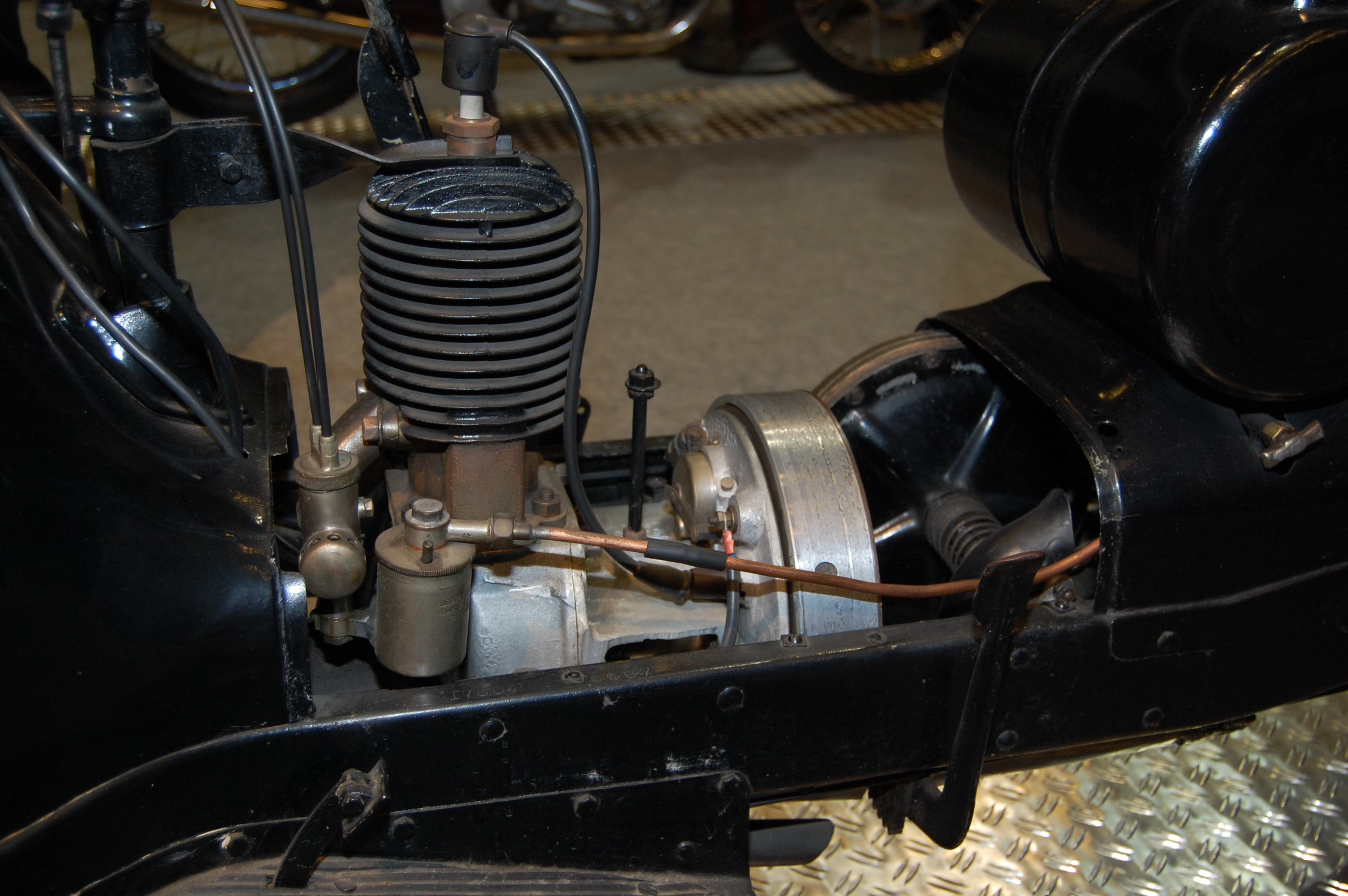
Moteur et transmission d'une Neracar de 1923

La conception avait plusieurs caractéristiques inhabituelles, y compris une transmission primaire par friction, et un châssis cadre périmètre surbaissé,,, qui était plus proche de ceux trouvés sur les voitures que sur d'autres machines. Ce fut également le premier exemple de production de pilotage par le centre du moyeu sur une moto,, principe qui fut utilisé sur la Majestic française en 1929. Le châssis surbaissé, la suspension avant, le pilotage par le centre du moyeu, et l'empattement long ont contribué à la stabilité exceptionnelle de l'engin,.
De conception similaire à une transmission à variation continue, la transmission à friction disposait de cinq tirets fixes correspondant à des rapports de transmission préétablis.

## La fabrication et la promotion

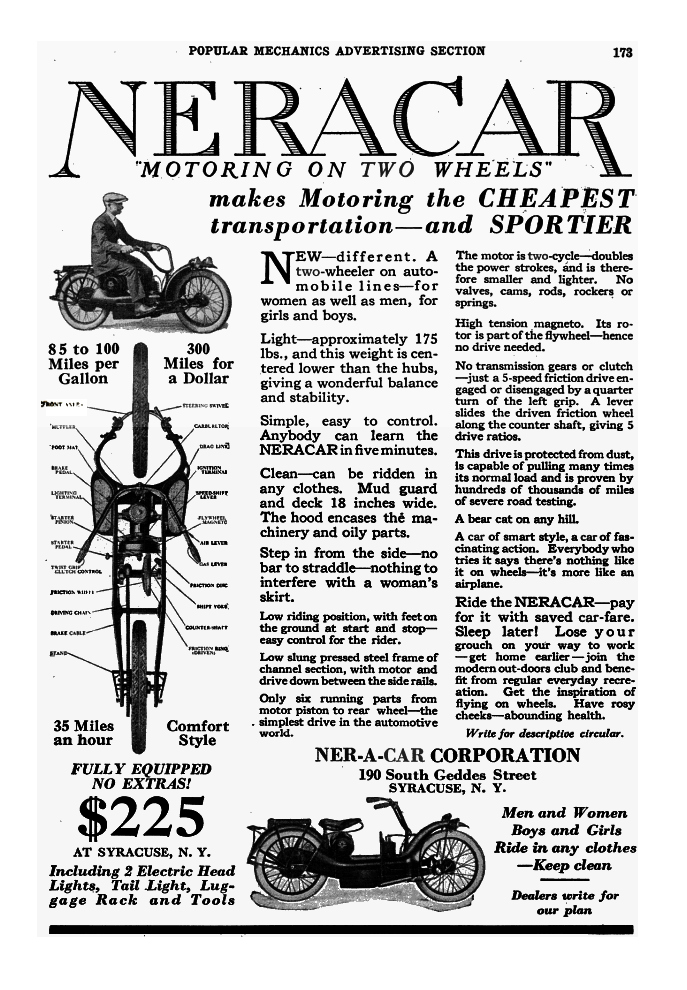
annonce Neracar publiée en juillet 1922 dans Popular Mechanics.
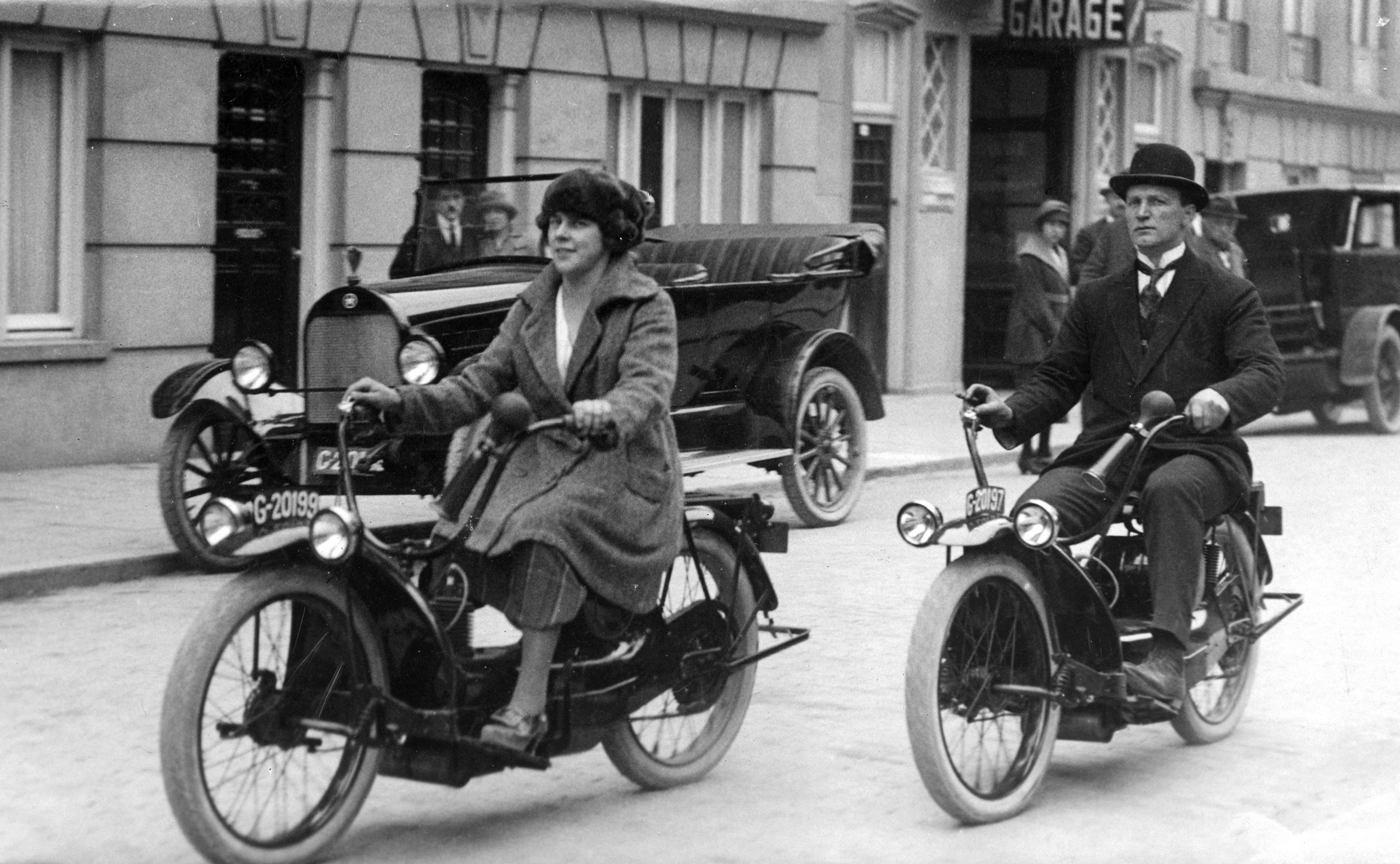
Deux Neracar en Hollande, en 1923

Carl Neracher autorisa Sheffield-Simplex à utiliser son design pour la fabrication de Ner-A-Cars pour les Britanniques et le Commonwealth avant qu'il ne trouvât des investisseurs pour les fabriquer aux États-Unis. Finalement, un groupe d'investisseurs, y compris King C. Gillette et le fondateur de la société Crouse-Hinds, un certain Huntington B. Crouse, financèrent la Société Ner-A-Car Corporation, qui commença la production de Neracars en octobre 1921.
La Ner-A-car a été commercialisé comme étant une alternative bon marché à une voiture. Les publicitaires médiatisèrent la conception de la Ner-A-car et sa protection contre les saletés de la route et les fluides du moteur, ce qui permettait aux pilotes de porter des vêtements ordinaires, y compris des jupes, des soutanes ou des kilts pour la conduite du cycle,,.
Erwin G. "Boulet de canon" Baker roula en Neracar de Staten Island, New York, à Los Angeles, en Californie, en automne 1922. Le voyage de 3.364,4 miles a duré 174 heures et une minute, avec des coûts d'exploitation totalisant 15,70 $ à l'époque. Baker a ensuite lancé une  concession Neracar à Los Angeles.
La Ner-A-car a remporté plusieurs médailles pour la fiabilité à long-distance des essais sur route, y compris le prix d'équipe en 1925 à l'ACU 1000 mile Stock Machine Trial.

## Modèles
Neracar (États-Unis)

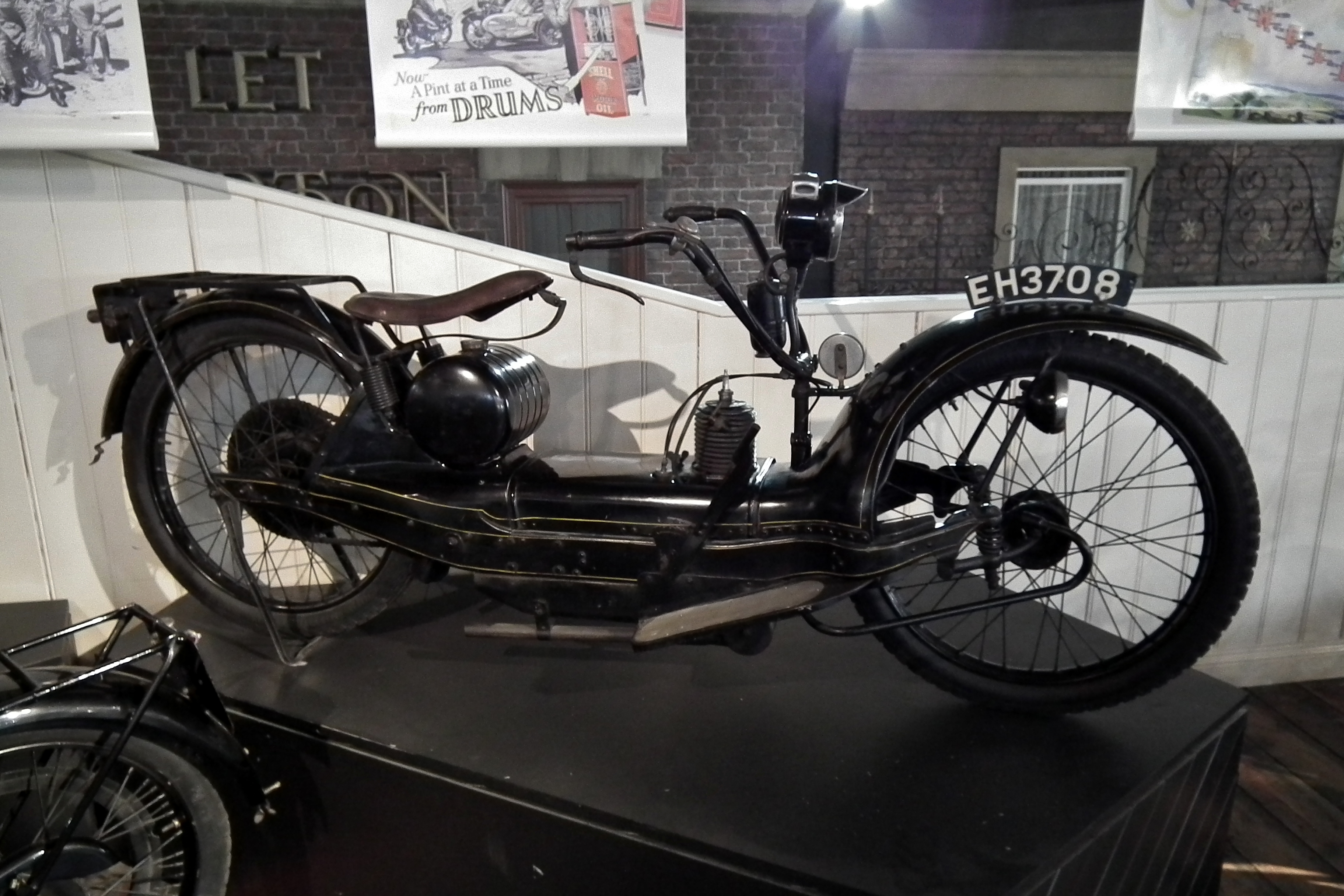
Motocyclette Neracar américaine 2¾hp de 1921

La Ner-A-car Corporation à Syracuse construisait trois modèles de Neracar. Le Type A avait un seul siège, le moteur deux temps d'origine de 221 cm³, un phare et un feu arrière. Le Type B avait un moteur plus gros, deux sièges, et deux phares. Une version commerciale, le Type CB, avait une paire de phares, une paire de freins à tambour sur la roue arrière, et un boîte en acier conçue pour transporter 150 livres.
Aux États-Unis, un modèle de 255 cm3 a été introduit en 1924.[citation nécessaire]
Une Neracar cinq vitesses fut annoncée "Spécial Noël" pour 175 $US en novembre 1927.
La Production de la Neracar se termina en 1927.
Ner-A-Car (Royaume-Uni)

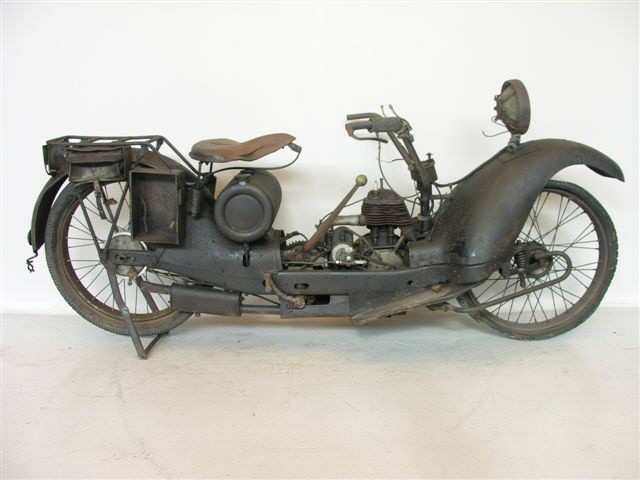
Ner-A-Car Blackburne quatre-temps britannique de 1925

La licence Britannique Sheffield-Simplex commença la production de Ner-A-Cars en 1921, avec la conception Américaine originale munie du moteur deux-temps de 221 cm³ et l'entraînement par friction de la transmission. En 1923, le moteur fut élargi à 285 cm³, , 70 mm d'alésage et de 74 mm de course.
Sheffield-Simplex développa une nouvelle version, avec un moteur Blackburne quatre-temps à soupapes de côté, de 348 cm³ avec un alésage de 71 mm et une course de 88 mm, conduite par le biais d'un boîte à trois vitesses Sturmey-Archer manuelle. Cette version a été introduite en 1925 alors que le Modèle C,  avec le deux temps et l'entraînement à friction continue comme le Modèle B.. Un Sport C, muni d'une version du moteur du Modèle C à arbre à cames en tête a également été proposé.
Un modèle de-luxe a été introduit en 1926, avec une suspension arrière à bras oscillant contrôlée par des ressorts à lames quart-elliptiques, un siège baquet avec des coussins d'air, et une coiffe avec un pare-brise réglable en Triplex et un tableau de bord. Un arbre concentrique avec l'axe du bras oscillant entraînait la roue arrière par une chaîne de transmission. L'ajout de la suspension arrière augmenta l'empattement du modèle de-luxe de 68,5 cm (à 1 740 mm).
La production de la Ner-A-car à Sheffield-Simplex prit fin à l'automne 1926.
On recense environ 50 Ner-a-Cars survivantes en Europe en 2015, selon le groupe Ner-a-car Yahoo machine register.